# Zak McKracken and the Alien Mindbenders
Zak McKracken and the Alien Mindbenders ist ein 1988 erschienenes Point-and-Click-Adventure. Es ist nach Labyrinth (1986) und Maniac Mansion (1987) das dritte Adventure der Firma Lucasfilm Games (später LucasArts).

## Handlung
Die Handlung spielt im Jahr 1997. Der Spieler übernimmt die Rolle von Zak McKracken, einem frustrierten Boulevardreporter aus San Francisco, der für den National Inquisitor (eine Verballhornung des National Enquirer) tätig ist. Im Vorspann des Spiels erscheint ihm in einem Albtraum ein Außerirdischer („Skolarier“), der ihm Mars, eine uralte Karte der Erde, ein merkwürdiges Gerät sowie eine ihm unbekannte Frau zeigt. Außerdem wird Zak von einem schwebenden Hut mit Groucho-Brille verfolgt, worauf der Reporter schreiend erwacht. Am nächsten Morgen ist Zak überrascht, als er jene geheimnisvolle Frau in einer Nachrichtensendung wiedersieht. Ihr Name ist Annie Larris und sie bittet die Zuschauer, sich bei ihr zu melden, sollten sie seltene Artefakte besitzen. In den Nachrichten erscheinen außerdem die Archäologinnen Melissa China und Leslie Bennett, die in einem umgebauten VW-Bus zum Mars geflogen sind. Dort wollen sie das Marsgesicht sowie die Marspyramiden erkunden. Als die Nachrichtensprecherin Lorie Amore ein neues Thema beginnen will, fängt sie plötzlich an zu lallen und die Nachrichtenübertragung schaltet in eine Dauerschleife.
Zak entdeckt, dass rings um die Welt mehr und mehr Menschen schlagartig verdummen, nachdem sie ein merkwürdiges „60-Hz-Summen“ vernommen haben. Dahinter stecken die „Caponier“, eine bösartige Rasse von humanoiden Außerirdischen, die die Menschheit unterwerfen will. Dazu nutzen die Außerirdischen die Telefonleitungen, nachdem sie weltführende Telefongesellschaften infiltriert haben. Um ihre überlangen Köpfe zu verstecken, tragen die Caponier hohe Hüte und Sonnenbrillen – jenes Erscheinungsbild, das Zak im Traum in Angst und Schrecken versetzt hatte. Nachdem Zak Kontakt mit Annie aufgenommen hat, beginnt das Abenteuer. Beide reisen nun um die Welt, auf der Suche nach geheimnisvollen Artefakten und Kristallen. Die Handlung des Spiels verwendet verschiedene populärwissenschaftliche, vermeintliche Rätsel der Menschheitsgeschichte. Neben dem großen Kapitel Prä-Astronautik, das den Rahmen für die Geschichte bildet, werden u. a. auch die Hochkultur der Inka, das Rätsel der Pyramiden und der Sphinx in Ägypten, El Astronauto, die ungeklärte Funktion von Stonehenge, das Mysterium des Bermudadreiecks, der Mythos Atlantis und das vermeintliche Marsgesicht aufgegriffen. Entsprechend dieser Vielzahl von Einflüssen werden im Spiel zahlreiche Orte auf allen Kontinenten und auf dem Mars aufgesucht. Ziel des Spieles ist es, das sogenannte Skolarische Gerät zusammenzubauen, das ein schützendes Energiefeld um die Erde legt und die Energiestrahlen der Caponier auf diese zurückwirft.

## Spielprinzip und Technik
Die Spielmechanik wurde mit Hilfe von LucasArts’ SCUMM-Engine für Point-and-Click-Adventures entwickelt: Der Bildschirm ist fünfgeteilt in einen Bereich für Aktionsverben, ein darunter angeordnetes, aus Wörtern bestehendes Inventar der Spielfigur, darüber die Aktionszeile zum Aufbauen des auszuführenden Befehls, dem großen Spielbildschirm, und ganz oben noch zwei Zeilen für Dialogtexte. In speziellen Situationen kann es im Spiel vorkommen, dass die Aktionsverben nach und nach ausgeblendet werden. Dies soll eine Verdummung der Spielfigur darstellen, die aber mit der Zeit wieder voll reversibel ist.

## Produktionsnotizen
Zak McKracken and the Alien Mindbenders wurde 1988 von Lucasfilm Games entwickelt. Designer David Fox, der in der Firma zuvor Rescue on Fractalus und das Adventure Labyrinth verantwortet hatte, war nach eigener Aussage bereits als Kind von Science-Fiction, Übernatürlichem und UFOs begeistert. Seine ursprüngliche Vision war es, „etwas mit „New-Age“-Ansatz (zu) machen, (…) das gleichzeitig etwas Erhebendes, Unterhaltsames und Lustiges“ sowie „globale Ausmaße“ haben sollte. Ein erster Designentwurf namens Ancient Astronauts verfügte über einen subtileren Humor, und der Hauptcharakter hieß zunächst Jason und arbeitete für eine Tageszeitung. Das finale Design wurde auf Betreiben von Ron Gilbert im Rahmen einer Konferenz mehrerer Lucasfilm-Designer auf der firmeneigenen Skywalker Ranch festgelegt, wobei der Name „Zak McKracken“ aus Namensbestandteilen aus dem Telefonbuch des umgebenden Marin County zusammengesetzt wurde. Gegen Ende der Produktionszeit mussten die Lucasfilm-Mitarbeiter aus Termingründen Überstunden ableisten („crunch time“), Designer David Fox war nach eigenen Aussagen zeitweise in einem Raum der Skywalker Ranch eingeschlossen und „wusste […] manchmal nicht, wo [er] war“.
Bei Zak McKracken and the Alien Mindbenders handelt es sich nach Maniac Mansion um das zweite Spiel dieser Art auf Basis der SCUMM-Engine. Designer Fox war bei Maniac Mansion an Skripterstellung und Programmierung beteiligt gewesen und kannte sich mit der Engine deshalb aus. Abhängig von der Plattform basiert der Titel auf Version Eins, Zwei oder Drei von LucasArts’ SCUMM-Engine. Trotz der verschiedenen SCUMM-Versionen wurde für alle portierten Systeme ein zu Maniac Mansion identischer Look and Feel erreicht. Es ist das erste LucasArts-Adventure mit digitalem MIDI-Soundtrack. Das Spiel erschien 1988 für C64, MS-DOS mit EGA-Grafik, Amiga, Atari ST und Apple II, später auch für den FM Towns mit 256-farbigen Grafiken und verändertem Soundtrack. Entgegen der späteren Praxis wurde die technisch erheblich verbesserte FM-Towns-Version aber nicht mehr für MS-DOS rückportiert.
Der ursprünglichen Auflage des Spiels lag eine Ausgabe des National Inquisitor bei, der die Immersion des Spielers verstärken sollte und verschlüsselte Hilfestellungen für einige Rätsel des Spiels gab.
Im März 2015 wurde Zak McKracken nach Jahren der Nicht-Verfügbarkeit auf der Download-Plattform GOG.com wiederveröffentlicht.
Im Spiel, dessen gesamte Handlung im Jahr 1997, also neun Jahre nach Erscheinen des Spiels im Jahr 1988, angesiedelt ist, werden einige Aussagen hinsichtlich zukünftiger Techniktrends getroffen. Beispiele sind das ausschließliche Bezahlen mit einer sogenannten CashCard und die Verwendung von DAT-Kassetten. Ersteres hat heute eine reale Entsprechung beim bargeldlosen Zahlungsverkehr mit Kreditkarte und Geldkarte, während sich letztere nie wirklich durchsetzen konnten und weitestgehend durch CDs verdrängt wurden.
Im Spiel finden sich abhängig von der Version zahlreiche Querverweise auf andere LucasArts-Spiele, beispielsweise findet sich ein Kanister Kettensägenbenzin, der in Maniac Mansion vermeintlich für die Lösung eines Rätsels fehlte. Die Namen von Zaks drei Begleiterinnen, Annie, Melissa und Leslie, sind die Namen der damaligen Freundinnen von Fox, Gilbert und Kane. David Fox und Annie Larris sind mittlerweile verheiratet. Der Gag, dass Leslie beim Ausziehen ihres Helmes immer eine andere Haarfarbe hat, ist darauf zurückzuführen, dass die als Vorbild fungierende reale Leslie sich zur Zeit der Entwicklung von Zak McKracken oft die Haare gefärbt hat. Der Flughafen von Miami war zwar als Reiseziel nicht nutzlos, doch über den Flughafen hinaus kam man nie, da ein Schild an der Flughafentür erklärte, dass Miami wegen Renovierungsarbeiten geschlossen sei. Die Titelmelodie des Spiels ist aufgrund zahlreicher Remixes und Coverversionen mittlerweile zu einiger Berühmtheit gelangt. Der Monolith auf dem Mars, der als Fahrkartenautomat dient, ist eine Anspielung auf die Monolithen im Film 2001: Odyssee im Weltraum, die sich an verschiedenen Orten im Sonnensystem (Erde, Mond, Jupiter) befinden. Der Name der Boulevardzeitung, bei der Zak arbeitet, The National Inquisitor, ist eine Anspielung auf die reale Zeitung The National Enquirer.
Zak McKracken zog einige Fanadventures nach sich, von Amateuren erstellte Spiele, die zwar eine andere Handlung haben, aber in derselben Spielwelt spielen und zumindest teilweise über dieselben Protagonisten verfügen. Das bekannteste Zak-McKracken-Fanadventure ist Zak McKracken – Between Time and Space von 2008, außerdem erschien 2003 The New Adventures of Zak McKracken.

## Rezeption
Die deutsche Happy Computer lobte Humor und Benutzerführung des Spiels. Redakteur Boris Schneider stellte heraus, dass das Spiel einen steigenden Schwierigkeitsgrad aufweise und somit für Adventure-Anfänger wie -Fortgeschrittene geeignet sei. Er kritisierte die „nicht so toll gezeichnete“ Grafik des Spiels. Die Version für den C 64 entspräche etwa der DOS-Version, wobei die Farben besser abgestimmt seien.
Der Aktueller Software Markt bemängelte auf dem Amiga ein „Ruckel-Scrolling“. Heinrich Lenhardt von Power Play lobte die neu gezeichneten Grafiken auf dem Amiga und die gute Übersetzung ins Deutsche. Die Fassung für den Atari ST entspreche bis auf die Geräusche der Amiga-Fassung.
In einer Retrospektive des Spiels im Fachmagazin Retro Gamer wurden „obskure Rätsellösungen“, den Spieler ermüdende Labyrinthe und die Möglichkeit kritisiert, sich durch die Überlastung seiner CashCard scheinbar in eine nicht lösbare Spielsituation zu manövrieren.

### Auszeichnungen
- Spiel des Jahres 1988[10]
- Grafik-Adventure des Jahres[10]